# Wiley E. Jones
Wiley E. Jones (* 19. Oktober 1856 in Ball Township, Illinois; † 23. Januar 1924 in Phoenix, Arizona) war ein US-amerikanischer Jurist und Politiker (Demokratische Partei).

## Werdegang
Wiley E. Jones, Sohn von Pollyana „Polly“ Ann Wills (1822–1867) und Dr. Joshua W. Jones (1823–1883), wurde 1856 im Sangamon County (Illinois) geboren. Alexander Jones (1786–1844), der Vater von Joshua W. Jones, ließ sich 1827 auf einer Farm in der Nähe von Ball Township nieder, welche 3 Meilen östlich von Chatham lag. Joshua W. Jones und dessen Kinder wuchsen dort auf. Nach dem Tod von Wiley E. Jones' Mutter heiratete sein Vater am 3. September 1869 ein zweites Mal und zwar Mary E. Dryer aus McLean County. Wiley E. Jones hatte mindestens sechs Vollgeschwister, Adolph W. (* 1846), Laura J. (* 1847), Willis A., Americus V., James A. und Horatio S., und zwei Halbgeschwister, Luella und Junettie. Seine Jugendjahre waren vom Bürgerkrieg überschattet. Irgendwann studierte er Jura. Er saß eine Amtszeit lang im Repräsentantenhaus von Illinois. 1889 zog er dann in das Washington-Territorium und ließ sich dort in Tacoma (Pierce County) nieder. Im selben Jahr wurde Washington ein Bundesstaat. Er zog 1892 in das Arizona-Territorium und ließ sich dort in Solomonville (Graham County) nieder, was zum Ballungsgebiet der Town Safford gehört. Kurz danach wurde er dort zum Bezirksstaatsanwalt vom Graham County gewählt. Er bekleidete den Posten von mindestens Anfang 1895 bis Ende 1900. Während dieser Zeit diente er auch im Spanisch-Amerikanischen Krieg. Ab 1901 war er wieder als Rechtsanwalt tätig. In der Folgezeit zog er nach Clifton, was damals noch Teil vom Graham County war und 1909 Verwaltungssitz des neu geformten Greenlee County wurde. 1907 war er wieder in Safford wohnhaft. Vor der Präsidentschaftswahl im Jahr 1912 kandidierte er für den Posten als Wahlmann (presidential elector) für die Demokratische Partei. Jones wurde 1913 zum Attorney General von Arizona gewählt und zweimal wiedergewählt. Bei seiner dritten Wiederwahlkandidatur erlitt er eine Niederlage. Jones bekleidete den Posten von 1914 bis 1921. Während seiner Amtszeit als Attorney General lebte er in Phoenix (Arizona). Er war die zweite Person, welche diesen Posten innehatte, nachdem Arizona 1912 ein Bundesstaat wurde. Nach dem Ende seiner Amtszeit zog er wieder nach Safford.
Am 18. Januar 1924 war er mit seinem Fahrrad in Phoenix unterwegs. Dabei wurde er um 15:30 Uhr Ortszeit von Alvin Lutjens mit seinem Auto an der 726 East Willetta Street angefahren. Jones wurde in das St. Joseph Hospital wegen eines Schädelbruchs und eines gebrochenen linken Beines eingeliefert. Zu diesem Zeitpunkt war er bewusstlos. Er verstarb dort fünf Tage später an den Folgen des Autounfalls. Sein Leichnam wurde auf dem Greenwood Memory Lawn Cemetery in Phoenix beigesetzt.

## Trivia
Wiley E. Jones hielt sich am Freitagabend, den 21. Mai 1921, im Jones Hotel in Safford auf. Im Verlauf des Abends wollte er dort einigen Frauen imponieren. Dafür nahm er eine Gila-Krustenechse aus einer Schachtel heraus, welche er mit sich hatte. Er hielt das Reptil mit seiner rechten Hand am Nacken fest und gab dem Kopf des Reptils mit seiner linken Hand einen Klaps. Bald darauf hatte sich die Gila-Krustenechse am Ende seines mittleren Fingers der linken Hand festgebissen. Es hat mehr als eine Minute gedauert, bis er das Reptil von seiner Hand los hatte. Infolge des Bisses schwoll die Hand und die Zunge von Jones an. Es dauerte etwa fünf Stunden, bis seine Zunge genug abgeschwollen war und er wieder sprechen konnte.

## Werke
- Jones, Wiley E.: Biennial Report of the Attorney General of Arizona, 1923